# ALH 84001
Allan Hills 84001 ou ALH 84001  é um meteorito encontrado em 1984 pelo projeto ANSMET - Antarctic Search for Meteorites, um programa da agência governamental americana Fundação Nacional de Ciência, durante expedição as montanhas Allan Hills na Antártida, localizadas numa das extremidades dos Montes Transantárticos. Imensos campos de gelo são grandes coletores de meteoritos, que são cobertos pela neve logo após a queda. Ali enterrados, seguem o fluxo natural do gelo das áreas altas em direção ao mar, se deslocando sob seu próprio peso, até serem contidos por obstruções como as muralhas montanhosas Allan Hills. O gelo mais antigo e cravejado de meteoritos acaba sendo empurrado para cima e contra as montanhas, entrando num momento de imobilidade que favorece a erosão do gelo superficial pelos ventos catabáticos e a sublimação, o que acaba expondo novamente esses meteoritos antes escondidos sob a capa gelada do glaciar, que podem estar aguardando esse momento há milhares de anos. Existem quase dois mil meteoritos originários das Allan Hills catalogados na The Meteoritical Society, desses, apenas dois foram classificados como vindos do planeta Marte, o ALH 77005 e o ALH 84001. O meteorito ALH 84001 originalmente havia sido classificado como um diogenito, mas em 1993 uma publicação do Centro Espacial Lyndon Johnson da NASA reclassificou o meteorito como marciano. Em 1996 uma equipe liderada por David McKay (1936 - 2013), Cientista Chefe para astrobiologia do Centro Espacial Lyndon Johnson, anunciou a descoberta de fortes evidências de vida antiga marciana no meteorito, notícia divulgada ao mundo pelo presidente americano Bill Clinton em entrevista coletiva na Casa Branca. A descoberta permanece sob controvérsias e os estudos científicos continuam a ser publicados.

## A Jornada
O processo capaz de transportar um pedaço de rocha de Marte e trazê-lo para a Terra é imaginado como sendo o impacto de um asteroide sobre sua superfície, capaz de retirar e arremessar uma rocha a uma velocidade superior a 5 km/s em direção ao espaço. Essa é a velocidade de escape necessária para vencer a fraca gravidade do planeta e que colocaria a rocha, no caso, o ALH 84001, livre das forças gravitacionais de Marte, iniciando assim sua jornada pelo sistema solar e pouso na Terra.
Estudos de isótopos radioativos do hélio (3He), neon (21Ne) e argônio (38Ar) presentes no ALH 84001, produzidos pela radiação cósmica durante sua jornada sideral, apontam para um tempo de exposição de 16 a 17 milhões de anos, tempo admitido em que a rocha viajou pelo espaço até cair na Terra. O tempo em que o meteorito ficou preso no gelo foi calculado através de datação por radiocarbono e estimada em 13 mil anos.

## A Idade
A idade de ALH 84001 foi medida por três métodos: datação Samário-Neodímio, datação Rubídio-Estrôncio e datação Potássio-Argônio.
O método de Samário-Neodímio, utiliza o decaimento radioativo de emissão alfa do samário (147Sm) para o neodímio (143Nd), que é um método muito eficaz para a datação de rochas. A emissão alfa retira do núcleo do samário dois prótons e dois nêutrons, equivalentes a um núcleo de átomo de hélio, em transmutação para o elemento químico neodímio. O decaimento radioativo tem diferentes velocidades para cada elemento, por isso, o conceito de meia-vida, quando metade dos isótopos instáveis de um elemento se transformam em isótopos estáveis de outro. A meia-vida do samário é de 106 bilhões de anos para que metade do samário original 147Sm na rocha se transforme em neodímio143Nd. Sua idade foi aferida por esse método em 4,5 bilhões de anos atrás.
O método Rubídio-Estrôncio utiliza o decaimento radioativo de emissão beta do rubídio (87Rb) para o estrôncio (87Sr). A emissão beta transforma um nêutron em um próton com a emissão de um elétron do núcleo, alterando o número atômico de 37 para 38 prótons, transmutando o rubídio no elemento químico estrôncio 87Sr. A meia-vida do rubídio é de 48,8 bilhões de anos para que metade dele na rocha se transforme no estrôncio. Esse método foi utilizado em três medições por equipes distintas, obtendo uma mais antiga: 4,5 bilhões de anos atrás e outra mais recente de 3,8 bilhões de anos atrás.
O método Potássio-Argônio utiliza o decaimento radioativo por emissão beta do potássio (40K) para o argônio (40Ar). O argônio é um elemento gasoso e seu isótopo 40Ar vem principalmente da deterioração do isótopo radioativo do 40K. O argônio escapa de rochas quentes, mas não escapa com facilidade de pedras frias. Esse método de datação afere a última vez que a rocha foi aquecida e depois resfriada. A idade aferida foi de 4 bilhões de anos atrás.
A medição 87Rb/87Sr pode sugerir o evento medido por 40K/40Ar, sendo o primeiro evento de choque sofrido por ALH 84001.

## Vida Antiga

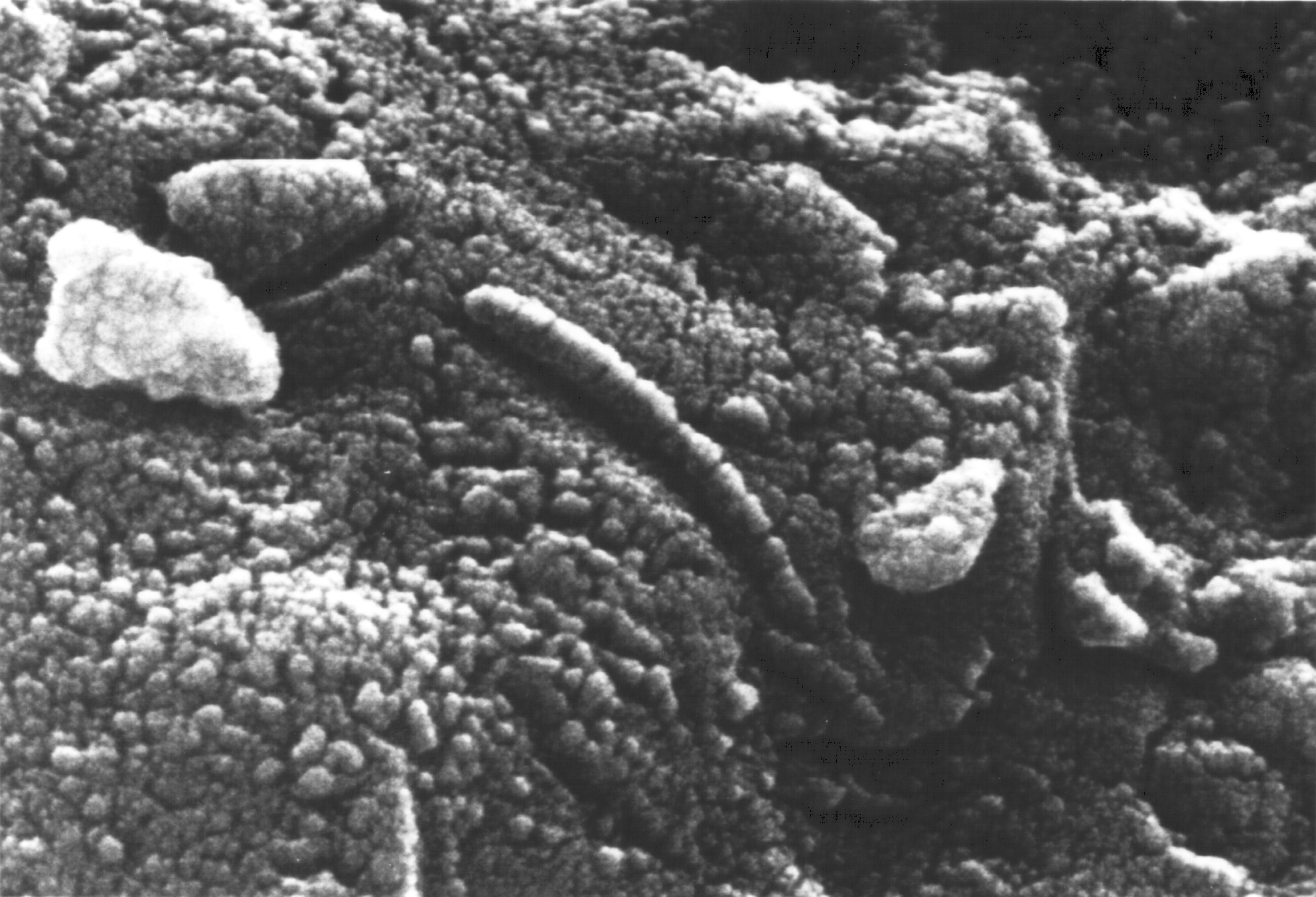
Imagens microscópicas revelaram estruturas semelhantes a bactérias no meteorito.

Em 06 de agosto de 1996, um artigo na revista Science por David McKay alegou que o ALH 84001 trazia vestígios de vida antiga marciana. Apesar da contestação de muitos outros cientistas, ao longo de quase três décadas muitos outros estudos foram realizados e a hipótese original tem se mostrado coerente. David McKay, Thomas-Keprta e equipe, em artigo publicado em 2009, escreveram:
“(...)sugerimos que este conjunto de características, em conjunto, poderia ser mais bem explicado por uma hipótese biogênica em que cedo micróbios marcianos estiveram direta ou indiretamente envolvidos na produção dessas características. Essas características são: Glóbulos ou panquecas de carbonato encontrados em fendas e veias, que sugerimos foram formados relativamente em baixas temperaturas e envolveram água - possivelmente pela formação assistida por ação microbiana. Possíveis microfósseis estão presentes (biomorfos). Hidrocarbonetos Policíclicos Aromáticos estão presentes e associados com os carbonatos. Nanopartículas de magnetita, similar a magnetita produzida por bactérias magnéticas estão presentes e envoltas nos carbonatos.”